# Euselasia orba
Euselasia orba is een vlindersoort uit de familie van de prachtvlinders (Riodinidae), onderfamilie Euselasiinae.
Euselasia orba werd in 1919 beschreven door Stichel.